# Mickey 17
Mickey 17 je jihokorejsko-americká sci-fi filmová černá komedie z roku 2025, kterou napsal, produkoval a režíroval Pong Čun-ho podle románu Mickey7 od Edwarda Ashtona z roku 2022. V hlavní roli se představil Robert Pattinson a dále hráli Naomi Ackie, Steven Yeun, Toni Collette a Mark Ruffalo. Děj se odehrává v roce 2054 a sleduje muže, který se připojí k vesmírné kolonii jako „Expendable“, pracovník na jedno použití, který je po každé smrti naklonován pro výzkumné účely.
Světová premiéra filmu se uskutečnila 13. února 2025 na Leicester Square v Londýně, do kin jej společnost Warner Bros. Pictures uvedla 28. února 2025 v Jižní Koreji a 7. března 2025 ve Spojených státech. Film získal vesměs pozitivní recenze kritiků, ale byl kasovním propadákem a celosvětově utržil 131 milionů dolarů.

## Děj
V roce 2050 se Mickey Barnes a jeho kamarád Timo připojí k vesmírné výpravě za kolonizací ledové planety Niflheim, aby unikli krutému lichváři. Timo se stane pilotem, Mickey se zapojí do ilegálního programu „Expandable“, kde je po každé smrti znovu naklonován. Na palubě naváže vztah s bezpečnostní agentkou Nashou.
Po čtyřech letech přistanou na Niflheimu. Vědci s pomocí několika verzí Mickeyho vyvinou vakcínu. Mickey 17 je při misi považován za mrtvého a nahrazen klonem Mickeym 18. Když se Mickey 17 překvapivě vrátí, oba se musí vyrovnat se zákazem existence „vícenásobných“ klonů. Dohodnou se na tajné spolupráci, ale vše zkomplikuje Timo, který se zaplete do výroby drog, i Marshall, velitel mise, který chce zničit původní obyvatele planety – „Creepery“.
Po odhalení obou Mickeyů jsou oni i Nasha uvězněni. Když se ukáže, že Creepeři jsou inteligentní a požadují zpět své mládě Zoco, Mickey 17 s pomocí překladu domluví dohodu: výměnou za mír a Zoco požadují lidskou oběť. Mickey 18 obětuje sebe i Marshalla, čímž odvrátí konflikt.
Marshallovi spojenci jsou zatčeni, Nasha se stává vůdkyní kolonie a Mickey 17, nyní „Mickey Barnes“, zničí klonovací zařízení, čímž ukončí program „Expandable“.